# Мохортов, Константин Владимирович
Константи́н Влади́мирович Мо́хортов (22 октября 1913 года, с. Новая Збурьевка, Таврическая губерния, Российская империя — 31 января 1989 года, Москва, СССР) — советский государственный деятель, начальник Главного управления по строительству Байкало-Амурской железнодорожной магистрали (ГлавБамСтрой), заместитель министра транспортного строительства СССР. За строительство Байкало-Амурской магистрали удостоен высокого звания Героя Социалистического Труда.

## Биография
Родился 22 октября 1913 года в селе Новая Збурьевка Новозбурьевской волости Днепровского уезда Таврической губернии.
По окончании школы переехал в город Николаев. В 1929—1932 годах обучался в Николаевском строительном техникуме. После окончания в 1938 году Новосибирского института военных инженеров железнодорожного транспорта работал мастером, прорабом, начальником строительства.
В 1939—1946 годах — заместитель начальника Омской железной дороги. В 1947—1954 годах — начальник Главного управления промышленного строительства Министерства путей сообщения СССР.
С 1954 года работал в Министерстве транспортного строительства: начальником Главного управления железнодорожного строительства Поволжья и Юга, начальником управления Министерства транспортного строительства, начальником главного технического управления, начальником Главстройпрома.
В 1974—1986 годах — начальник ГлавБАМстроя, заместитель Министра транспортного строительства.
Кандидат технических наук.
Указом Президиума Верховного Совета СССР от 25 октября 1984 года за выдающиеся производственные успехи, достигнутые при сооружении Байкало-Амурской железнодорожной магистрали, обеспечение досрочной укладки главного пути на всем её протяжении, проявленный трудовой героизм Мохортову Константину Владимировичу присвоено звание Героя Социалистического Труда с вручением ордена Ленина и золотой медали «Серп и Молот».
С 1986 года — на пенсии.
Умер К. В. Мохортов 31 января 1989 года. Похоронен на новой территории Кунцевского кладбища на участке, непосредственно примыкающем к дирекции. Надпись на памятнике гласит: «Начальник строительства Байкало-Амурской магистрали».

## Награды
Награждён орденами Ленина (трижды), Трудового Красного Знамени (дважды), «Знак Почёта», медалями. Герой Социалистического Труда, заслуженный строитель РСФСР, заслуженный строитель Бурятской и Якутской АССР, почётный транспортный строитель, почётный гражданин города Тынды

## Память
- Именем К. В. Мохортова названа улица в Тынде[2];
- В его честь Всероссийской общественной организацией «Бамовское содружество» учреждена памятная медаль «100 лет со дня рождения первого начальника Главбамстроя К. В. Мохортова»[3].
- Именем К. В. Мохортова назван железнодорожный разъезд в Тындинском районе Амурской области[4].

## Галерея
- Дом на улице Мохортова
- Мемориальная табличка, посвящённая К.В. Мохортову